# علی اسلامی
علی اسلامی (زادهٔ مهر ۱۳۲۶ قزوین) روحانی شیعه و عضو مجلس خبرگان رهبری است. وی در مجلس خبرگان رهبری دوره چهارم پنجم ، ششم نماینده مردم استان قزوین است. و همچنین امام جمعه سابق تاکستان نیز بوده‌است. اسلامی همچنین عضو جامعه مدرسین حوزه علمیه قم از ۲۰ اسفند ۱۴۰۳ است.

## مجلس خبرگان رهبری
در دوره چهارم خبرگان رهبری قزوین در دور دوم رای‌گیری توانست به مجلس خبرگان راه یابد و در پنجمین دوره مجلس خبرگان رهبری قزوین نیز موفق شد به همراه مجید تلخابی بار دیگر آرای مردمی را به دست آورد.